# Luís Delgadillo
Luís Abraham Delgadillo (26. august 1887 i Manágua Nicaragua – 20. september 1961) var en nicaraguansk komponist og professor.
Delgadillo studerede i Italien på Det Kongelige Musikkonservatorium i Milano.
(1906-1912). Imellem 1921-1925, boede han i Mexico City, hvor han var professor i musik og teori på Mexico Nationale Conservatory del Musica.
Delgadillo har skrevet 4 symfonier, 12 sinfoniettas, orkesterværker, 7 strygerkvartetter,klaverstykker, og har ligeledes skrevet den nicaraguanske nationalmelodi.

## Udvalgte værker
- Symfoni nr. 1 "Indisk" (1921) - for orkester
- Symfoni nr. 2 (1924) - for orkester
- "Inka-symfoni" nr. 3 (1926) - for orkester
- Symfoni nr. 4 (1928) - for orkester
- Tolv Sinfoniettas (1955) - for orkester
- Syv Strygekvartetter (?)